# Norwegian International 1981
Die Norwegian International 1981 im Badminton fanden vom 14. bis zum 15. November 1981 in Sandefjord statt.

## Finalresultate
| Disziplin    | Sieger                             | Finalist                          | Ergebnis     |
| ------------ | ---------------------------------- | --------------------------------- | ------------ |
| Herreneinzel | Kenneth Larsen                     | Mark Christiansen                 | 18:15, 15:12 |
| Dameneinzel  | Pia Nielsen                        | Kirsten Meier                     | 11:3, 11:6   |
| Herrendoppel | Göran Carlsson Klas-Gunnar Jönsson | Petter Thoresen Haakon Ringdal    | 15:10, ?     |
| Damendoppel  | Pia Nielsen Kirsten Meier          | Ann-Sofi Bergman Lilian Johansson | 15:5, 15:8   |
| Mixed        | Mark Christiansen Kirsten Meier    | Kenneth Larsen Pia Nielsen        | 15:4, 15:9   |